# Liste der denkmalgeschützten Objekte in Groß-Schweinbarth
Die Liste der denkmalgeschützten Objekte in Groß-Schweinbarth enthält die 7 denkmalgeschützten, unbeweglichen Objekte der Gemeinde Groß-Schweinbarth im niederösterreichischen Bezirk Gänserndorf.

## Denkmäler
| Foto |                 | Denkmal                                                                             | Standort                                                | Beschreibung | Metadaten |
| ---- | --------------- | ----------------------------------------------------------------------------------- | ------------------------------------------------------- | --- | --- |
| ja   | Datei hochladen | Schüttkasten HERIS-ID: 10639 Objekt-ID: 6700                                        | Am Hofkeller 7 Standort KG: Großschweinbarth            | Der Schüttkasten im Westen des Meierhofs von Groß-Schweinbarth ist ein dreigeschoßiger Bau aus der zweiten Hälfte des 18. Jahrhunderts mit mächtigem Satteldach, drei Rundbogenportalen, Speicherfenstern mit Steinfaschen und einem befahrbaren Weinkeller. | BDA-Hist.: Q38075025 Status: § 2a Stand der BDA-Liste: 2025-06-30 Name: Schüttkasten GstNr.: .210                                                                                       |
| ja   | Datei hochladen | Schloss Groß-Schweinbarth HERIS-ID: 10250 Objekt-ID: 6303                           | Hauptstraße 2 Standort KG: Großschweinbarth             | Schloss Groß-Schweinbarth ist aus einer mittelalterlichen Wasserburg hervorgegangen, die heute den Nordtrakt darstellt. Es ist von einem tiefen Wassergraben umgeben, der 1767 trockengelegt wurde. Die heutige Erscheinungsform ist durch Umbauten und Erweiterungen der Jahre 1792–1797 bestimmt. Die dreiflügelige Anlage erstreckt sich um einen unregelmäßigen Hof, der im Osten durch eine geschwungene Mauer geschlossen ist. Der Bau ist zweigeschoßig, mit Ausnahme des eingeschoßigen Südtrakts, der über einen mit Drempelwänden hochgezogenen Dachraum verfügt. | BDA-Hist.: Q1631161 Status: Bescheid Stand der BDA-Liste: 2025-06-30 Name: Schloss Groß-Schweinbarth GstNr.: .242, 196/1 Schloss Groß-Schweinbarth                                      |
| ja   | Datei hochladen | Wohnhaus, sog. Spital HERIS-ID: 11040 Objekt-ID: 7109                               | Hauptstraße 13 Standort KG: Großschweinbarth            | Das sogenannte Spital ist ein kleiner eingeschoßiger Bau mit asymmetrisch versetztem Steinportal, einem Schopfwalmdach, einer zentralen Gaupe mit vorgeblendetem, geschwungenem Giebel sowie einem kleinen Glockentürmchen. Es wurde im Jahr 1803 anstelle des ehemaligen Armenhauses errichtet. | BDA-Hist.: Q38088087 Status: Bescheid Stand der BDA-Liste: 2025-06-30 Name: Wohnhaus, sog. Spital GstNr.: .219/1 Bürgerspital Groß-Schweinbarth                                         |
| ja   | Datei hochladen | Meierhof/ehem. Museum HERIS-ID: 10249 Objekt-ID: 6302                               | Hauptstraße 15 Standort KG: Großschweinbarth            | Der Meierhof gegenüber dem Schloss ist ein langgestreckter dreiflügeliger Barockbau mit schlichter Lisenengliederung, der gegen Ende des 18. Jahrhunderts errichtet wurde und über Baukern aus dem 17. Jahrhundert verfügt. Seine zentrale Tormauer ist durch ein Rundbogenportal mit bekröntem Dreieckgiebel geöffnet. Die Räume verfügen zum Teil über Tonnengewölbe mit Stichkappen. Der Bau beherbergte bis 2011 eine volkskundliche Außenstelle des niederösterreichischen Landesmuseums und dient seit der Schließung aus Veranstaltungsort. | BDA-Hist.: Q38061809 Status: § 2a Stand der BDA-Liste: 2025-06-30 Name: Meierhof/ehem. Museum GstNr.: .399, 193 Museum für Volkskultur Groß-Schweinbarth                                |
| ja   | Datei hochladen | Kath. Pfarrkirche hl. Martin HERIS-ID: 10246 Objekt-ID: 6299                        | bei Kirchenplatz 1 Standort KG: Großschweinbarth        | Die im Osten des Ortes gelegene Pfarrkirche hl. Martin ist ein großer einheitlicher Barockbau. Der Vorgängerbau wurde bei einem Brand 1721 schwer beschädigt. 1734/1735 wurde die Kirche neu erbaut. Die hohe schlichte Westturmfassade ist durch Lisenen gegliedert. Sie hat ein von Figurennischen flankiertes Ovalfenster und darüber einen Volutengiebel mit bekrönenden Vasen. Darüber erhebt sich der zweigeschoßige Turm mit Pilastergliederung, großen Schallfenstern, Turmuhr und einem Zwiebelhelm von 1899. Das mächtige Langhaus liegt unter einem steilen Satteldach und verfügt über hohe Rundbogenfenster zwischen Lisenen. Im selben Stil ist auch der wesentlich schmälere eingezogene Chor gegliedert. Im Norden liegen die zweigeschoßige Sakristei und zwei neuere Eingangsvorbauten mit Spitzgiebeln. | BDA-Hist.: Q38061690 Status: § 2a Stand der BDA-Liste: 2025-06-30 Name: Kath. Pfarrkirche hl. Martin GstNr.: .357 Pfarrkirche Groß-Schweinbarth                                         |
| ja   | Datei hochladen | Pfarrhof HERIS-ID: 10247 Objekt-ID: 6300                                            | Kirchenplatz 2 Standort KG: Großschweinbarth            | Der Pfarrhof ist ein schlichter, 1771 errichteter, zweigeschoßiger Barockbau. Er hat einen tonnengewölbten Flur und im Erdgeschoß eine schlichte Stuckdecke. | BDA-Hist.: Q38061720 Status: § 2a Stand der BDA-Liste: 2025-06-30 Name: Pfarrhof GstNr.: 26                                                                                             |
| ja   | Datei hochladen | Figurenbildstock hl. Johannes Nepomuk am Weidenbach HERIS-ID: 10248 Objekt-ID: 6301 | gegenüber Matznerstraße 1 Standort KG: Großschweinbarth | Am Weidenbach steht im Bereich des dreieckigen Angerplatzes eine mit 1784 bezeichnete Steinfigur des hl. Johannes Nepomuk. | BDA-Hist.: Q38061734 Status: § 2a Stand der BDA-Liste: 2025-06-30 Name: Figurenbildstock hl. Johannes Nepomuk am Weidenbach GstNr.: 3547/8 Statue of John of Nepomuk, Groß-Schweinbarth |